# Always (minialbum Big Bangu)
Always – pierwszy minialbum południowokoreańskiej grupy Big Bang, wydany 16 sierpnia 2007 roku przez YG Entertainment. Wiele z utworów z albumu zostało napisanych i skomponowanych przez członków zespołu, głównie przez G-Dragona. Album był promowany przez dwa single Geojitmal oraz Always. Minialbum sprzedał się w liczbie ok. 87 tysięcy egzemplarzy.

## Lista utworów
| Nr | Tytuł                                                                                                   | Słowa           | Kompozycja               | Aranżacja      | Czas |
| -- | --- | --------------- | ------------------------ | -------------- | ---- |
| 1. | „Urin Big Bang (Intro)” (kor. 우린 빅뱅 (Intro))                                                        | Big Bang        | Perry                    | Perry          | 1:37 |
| 2. | „Geojitmal (Lie)” (kor. 거짓말 (Lie))                                                                   | G-Dragon        | G-Dragon                 | Brave Brothers | 3:49 |
| 3. | „Eoptneun Beonho (Unknown Number)” (kor. 없는 번호(Unknown Number))                                     | Yang Hyun-suk   | Perry, Brave Brothers    | Brave Brothers | 3:38 |
| 4. | „Amureochi Anheun Cheok (Pretended)” (kor. 아무렇지 않은 척 (Pretended)) (T.O.P solo; feat. Kim Ji-eun) | T.O.P           | T.O.P, Brave Brothers    | Brave Brothers | 3:56 |
| 5. | „Oh Ma Baby”                                                                                            | G-Dragon        | G-Dragon, Brave Brothers | Brave Brothers | 3:51 |
| 6. | „Always”                                                                                                | Teddy, G-Dragon | Teddy, Perry             | Teddy          | 3:53 |

## Notowania
| Lista                                   | Najwyższa pozycja |
| --------------------------------------- | ----------------- |
| Recording Industry Association of Korea | 4 (Monthly Chart) |